# USS Sand Lance (SSN-660)
USS Sand Lance (SSN-660) – amerykański myśliwski okręt podwodny z napędem atomowym typu Sturgeon. Wyposażony był w pociski przeciwokrętowe Harpoon oraz rakietowe pociski przeciwpodwodne SUBROC z głowicą jądrową W55 o mocy 5 kT, a także w 23 torpedy Mk. 48 ADCAP i minotorpedy Mk. 60 Captor. "Sand Lance" zwodowano 11 listopada 1968 roku w stoczni Portsmouth Naval Shipyard Okręt został przyjęty do służby operacyjnej w marynarce wojennej Stanów Zjednoczonych 25 września 1971 roku, którą pełnił do 7 sierpnia 1998 roku.